# Stranger In Town
Stranger in town es una exitosa canción de la banda de rock estadounidense Toto de su álbum de 1984 Isolation.
Fue el primer sencillo lanzado desde ese álbum, alcanzando el Top 30 en el Billboard Hot 100 en diciembre de 1984. La canción fue la más popular de la banda en la lista Mainstream Rock Tracks, alcanzando su punto máximo en el número 7. También fue Top 40 single en Australia, donde sigue siendo el cuarto sencillo más alto de Toto, solo detrás de "Hold the line", "Rosanna" y "Africa". La canción fue escrita por David Paich y Jeff Porcaro, y presenta a Paich en la voz principal. Aunque  Bobby Kimball se acredita oficialmente como músico invitado al álbum, después de haber sido despedido de Toto, "Stranger in town" se grabó cuando todavía era miembro del grupo.
El vídeo musical (filmado en blanco y negro y dirigido por Steve Barron) y las letras de la canción se basan en la película Whistle down the wind, sobre un convicto fugado que se encuentra con un grupo de niños que lo confunden con Jesús. El actor Brad Dourif interpreta al convicto, y el nuevo miembro Dennis Frederiksen aparece como una víctima del asesinato. Dourif y Toto también trabajarían juntos en la película Dune en ese mismo año.
El vídeo fue nominado en los MTV Video Music Awards de 1985 a la mejor dirección.
La banda aparece brevemente en el vídeo musical en la marca de 2 minutos y 30 segundos de la canción, siendo este el único momento del vídeo que aparecen. 
La canción se realizó en vivo durante la gira de Isolation en 1985, así como durante la primera etapa de la gira Fahrenheit  posteriormente en octubre-noviembre de 1986, antes de ser eliminada para la segunda etapa (la europea) de la gira. Luego resurgió en el set en vivo de la banda 2015-16 (en la gira Toto XIV) y nuevamente en 2018 (40 viajes alrededor del sol).